# 杜捷
杜捷（1960年10月—），男，汉族，河南许昌人，中华人民共和国政治人物，曾任中共青海省委组织部常务副部长，现任青海省政协副主席。